# Liste der Monuments historiques in Montsaunès
Die Liste der Monuments historiques in Montsaunès führt die Monuments historiques in der französischen Gemeinde Montsaunès auf.

## Liste der Bauwerke
| Bezeichnung                        | Beschreibung              | Standort | Kennzeichnung | Schutzstatus | Datum | Bild           |
| ---------------------------------- | ------------------------- | -------- | ------------- | ------------ | ----- | -------------- |
| Kirche St-Christophe-des-Templiers | Erbaut im 12. Jahrhundert | (Lage)   | PA00094401    | Classé       | 1846  | weitere Bilder |